# Блюхер, Франц
Франц Блюхер (24 марта 1896, Эссен Рейнской Области, Германская Империя — 26 марта 1959, Бад-Годесберг, Северный Рейн-Вестфалия, Германия) — немецкий политик, член Бундестага.
После Второй мировой войны Блюхер был одним из основателей Свободной демократической партии (FDP). Служил председателем в Британской оккупационной зоне (1946—1949), и федеральным председателем (1949—1954).
С 1949 до 1957 год он был членом кабинета канцлера Конрада Аденауэра. Как представитель второй по величине правящей партии, он занял пост вице-канцлера Германии и также возглавлял Министерство по вопросам Плана Маршалла, которое в 1953 году было переименовано в Министерство Экономического сотрудничества.
В 1956 году наряду с другими пятнадцатью министрами и парламентариями принял сторону канцлера Аденауэра и сформировал Свободную Народную партию (FVP).

## Почести и премии
Блюхер был награжден почетными докторскими степенями Берлинский университет имени Гумбольдта (1954) и Университета Пенджаба в Лахоре (1957). В 1954 году он был награжден Большим Крестом ордена «За заслуги» перед ФРГ и Большим Крестом греческого ордена Георга I. В 1955 году получил Орден «За заслуги перед Итальянской Республикой», в 1956 году — Почётный знак «За заслуги перед Австрийской Республикой».